# 宇文椿
宇文 椿（うぶん ちん、? - 581年）は、北周の宗室。字は乾寿。

## 経歴
宇文導の子として生まれた。はじめ永昌郡公に封ぜられた。保定年間、開府儀同三司・宗師中大夫の位を受けた。572年、大将軍を加えられた。間もなく岐州刺史に任ぜられた。575年、関中で飢饉が起こると、宇文椿はその状況を上表して、対処を求めた。武帝が北斉に対して親征すると、宇文椿は斉王宇文憲とともに武済など5城を攻撃して落とした。576年、武帝が晋州に進出すると、宇文椿は兵を率いて棲鶏原に駐屯した。宣帝が即位すると、大司寇となった。兄の宇文亮が殺害された後、杞国公の封を嗣いだ。間もなく上柱国の位に進み、大司徒に転じた。太傅を兼ねた。581年2月、隋への禅譲の奉冊を執り行った。間もなく楊堅の命により、子の西陽公宇文道宗・宇文本・宇文仁隣・宇文武子・宇文礼献とともに殺害された。

## 伝記資料
- 『周書』巻10 列伝第2
- 『北史』巻57 列伝第45